# Ladri di biciclette
Ladri di biciclette (en Hispanoamérica, Ladrones de bicicletas; en España y Chile, Ladrón de bicicletas) es una película italiana dramática de 1948 dirigida por Vittorio de Sica. Se considera como una de las películas emblemáticas del neorrealismo italiano. En 1954, la revista Sight and Sound publicó su primera lista de las "diez mejores películas jamás hechas", Ladri di biciclette estaba en primer lugar en esa lista. En 1962 fue puesta en el séptimo en la misma lista. Ocupa uno de los primeros diez puestos en la lista de "Las 50 películas que deberías ver a los 14 años".
La película está basada en la novela homónima escrita por Luigi Bartolini en 1945 y adaptada a la gran pantalla por Cesare Zavattini. El relato narra un accidente de la vida cotidiana de un trabajador. Este accidente consiste en el robo de la bicicleta con la que va a trabajar. Este acto sería banal si no se tuviera en cuenta el contexto de la sociedad italiana de 1948 en que se sitúa la película. La elección de la bicicleta como objeto clave del drama es característico de las costumbres urbanas italianas, y a la vez, de una época en la que los medios de transporte mecánicos son todavía escasos y costosos.

### Título original y traducción
La traducción del título original en italiano Ladri di biciclette al español sería: Ladrones de bicicletas. Las traducciones en singular tuvieron la connotación de concretar o singularizar el problema en un solo 'ladrón', evitando el carácter social y plural del título original.

## Argumento
Roma, segunda posguerra: Antonio Ricci (Lamberto Maggiorani), un desempleado encuentra trabajo pegando carteles, lo cual es un gran logro en la situación de posguerra que vive el país, donde el trabajo escasea y obtenerlo es un éxito excepcional. Pero para trabajar debe poseer una bicicleta. Desafortunadamente, el primer día de trabajo le roban la bicicleta mientras pega un cartel cinematográfico. Antonio persigue al ladrón sin resultado alguno. Decide denunciar el robo ante la policía, pero se da cuenta de que las fuerzas del orden no pueden ayudarlo a encontrar su bicicleta.
Desesperado, busca el apoyo de un compañero de partido, que a su vez moviliza a sus amigos basureros. Al alba, Antonio, junto a sus compañeros y a su hijo Bruno comienza su búsqueda, primero en la Piazza Vittorio y más tarde en Porta Portese, donde tradicionalmente van a parar los objetos robados.
Pero no hay nada que hacer: la bicicleta seguramente ya esté desmontada y será imposible de encontrar. En Porta Portese, Antonio ve al ladrón de su bicicleta, mientras negocia con un viejo vagabundo. Lo persigue sin alcanzarlo, regresa a Porta Portese a encontrar al vagabundo, y lo sigue, hasta un comedor social. Allí le pregunta por su bicicleta y por la identidad del ladrón, pero no obtiene ningún resultado. Con desesperación, Antonio acude a una vidente, pero la respuesta de esta es casi una tomadura de pelo: “o la encuentras ahora o no la encontrarás jamás”. Inmediatamente, al salir de la casa de la vidente, se encuentra con el ladrón de la bicicleta que al final es defendido por todos sus colegas. Antonio habla con un policía para explicarle la situación. Entonces éste le contesta que sin testigos del robo no se puede hacer nada. Finalmente, mientras Antonio y Bruno esperan el tranvía para regresar a casa, el padre se percata de la existencia de una bicicleta que nadie parece custodiar. Intenta robarla pero la muchedumbre se lanza a atraparlo. Solo los llantos de Bruno consiguen frenarlos e impedir que su padre vaya a la cárcel. Antonio se encuentra ahora tan pobre como antes pero con la vergüenza de haberse colocado al nivel de quien le había robado. 
La película se cierra con la vuelta a casa de Antonio y Bruno mientras cae la noche sobre la ciudad de Roma.

## Reparto
- Lamberto Maggiorani - Antonio Ricci
- Enzo Staiola - Bruno Ricci, hijo de Antonio
- Lianella Carell - Maria Ricci, esposa de Antonio
- Gino Saltamerenda - Baiocco, amigo de Antonio
- Vittorio Antonucci - Rafael Catelli, el ladrón
- Giulio Chiari - Mendigo
- Elena Altieri - La señora de caridad
- Carlo Jachino - Mendigo
- Michele Sakara - El Secretario de la Organización de la Caridad

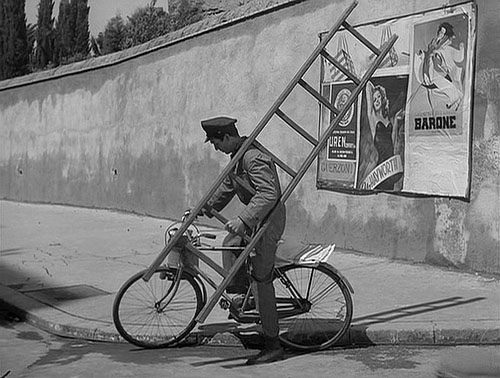
Antonio Ricci en su primer día de trabajo
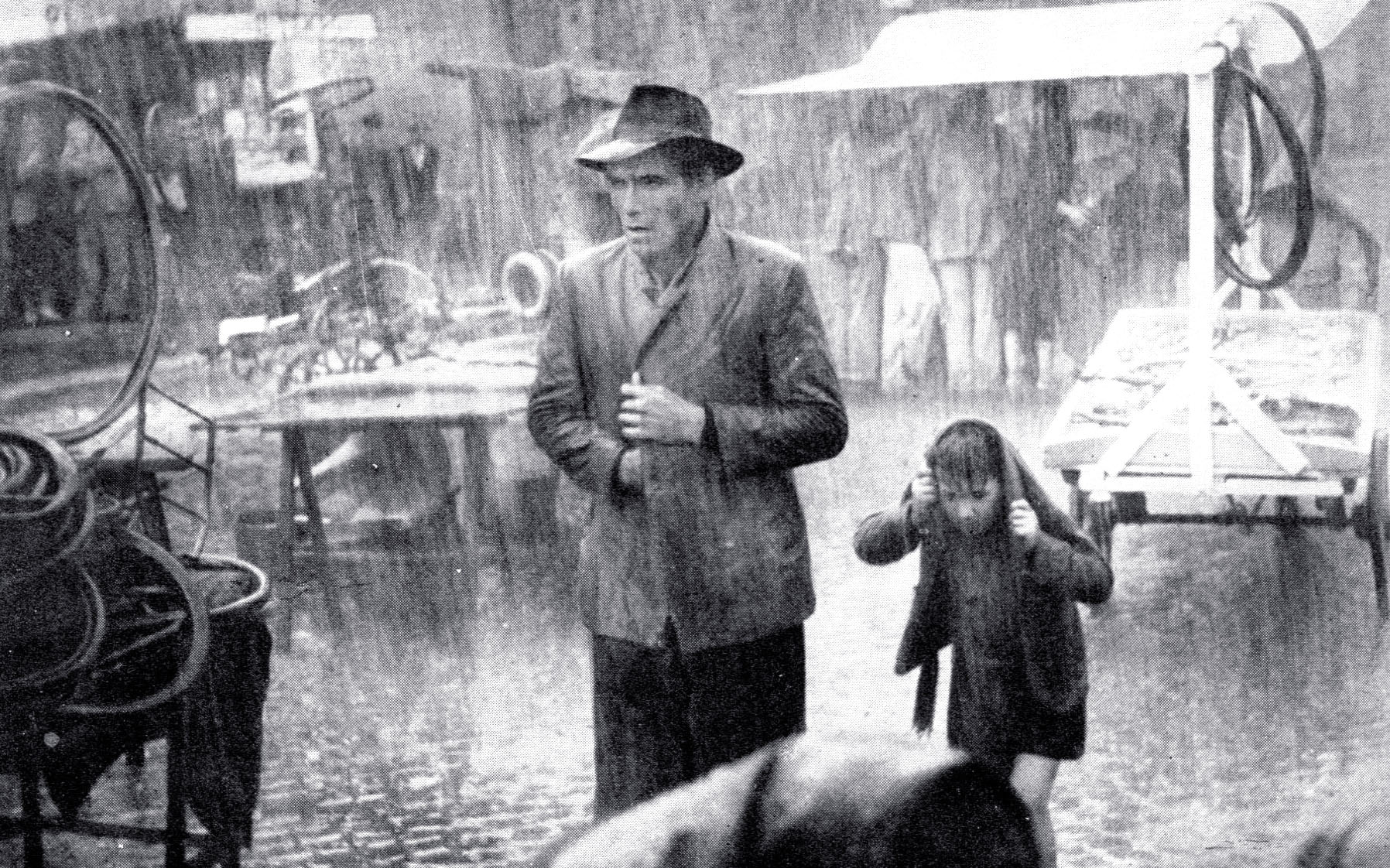
Los protagonistas buscando la bicicleta bajo la lluvia
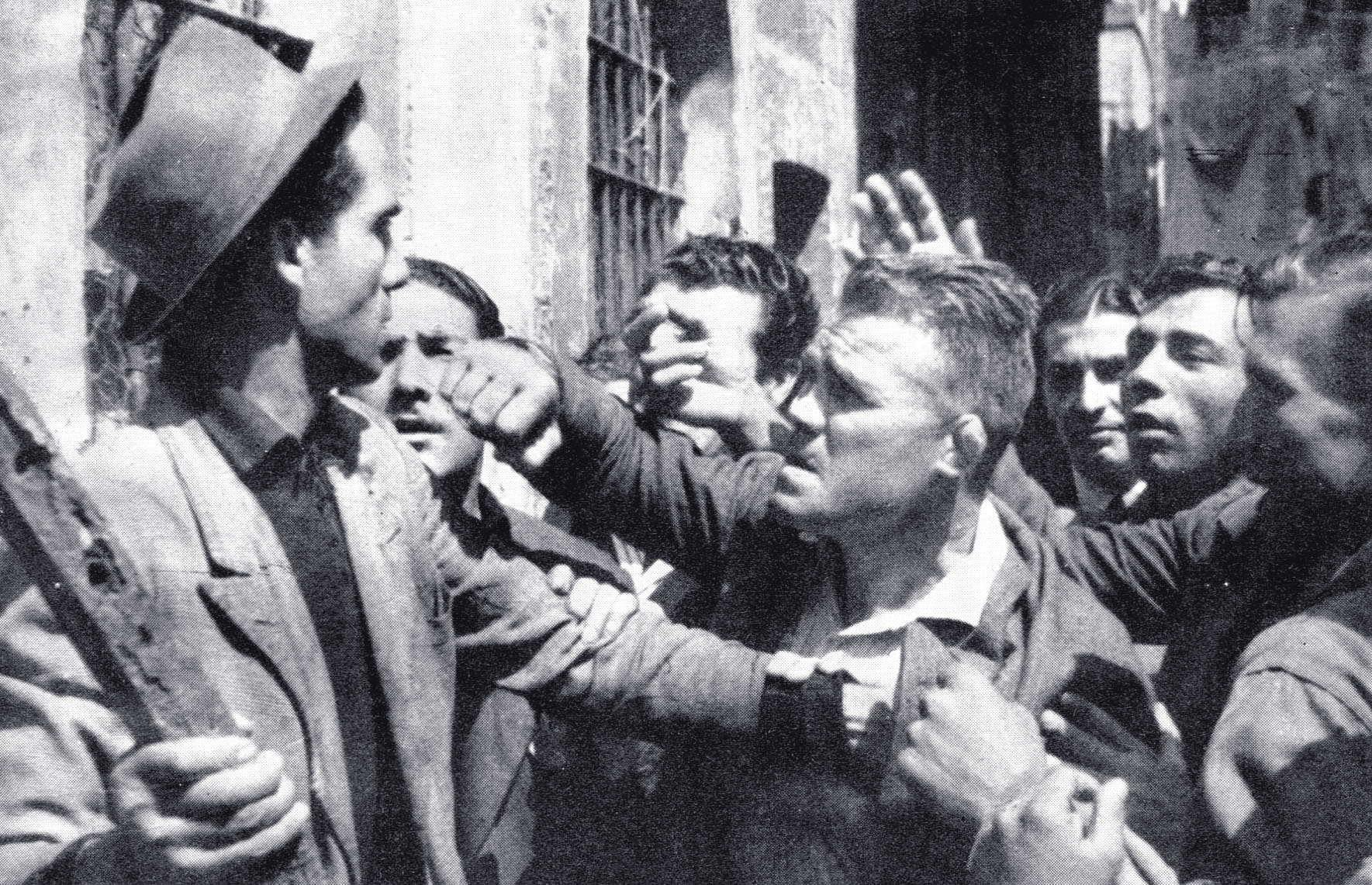
Antonio es mal juzgado por los vecinos mientras este encuentra al ladrón
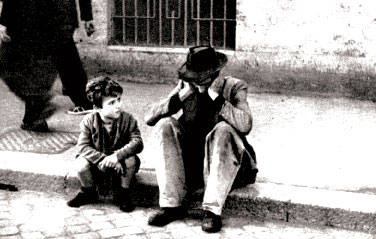
Antonio se da por vencido ante la búsqueda

## Comentario
Un rasgo característico de este filme, y del neorrealismo, es la desaparición de la noción de actor y de la puesta en escena. Los actores que intervienen no son profesionales. Aunque la búsqueda de las personas que interpretarían los personajes fue dura. Un detalle de la búsqueda del niño, fue que De Sica, tras haber visto cantidad de niños, se decantó por uno debido a su forma de andar. Es más, la prueba de selección de los niños se reducía a verlos caminar. Además ninguna escena fue realizada en estudios, sino que todas fueron rodadas en la calle.
Otro rasgo significativo es que todas las angulaciones de cámara están en función de lo que se quiere transmitir. Como por ejemplo, la secuencia en la que con un picado se ve toda la calle mostrándonos la muchedumbre entre la que se pierde el ladrón y la impotencia del trabajador.
La tesis de la película es de una soberbia y tremenda simplicidad, y se eclipsa detrás de una realidad social que a su vez pasa al segundo plano del drama moral y psicológico que bastaría para justificar la película: 

«En el mundo en el que vive este obrero, los pobres, para subsistir, tienen que robarse entre ellos.»
André Bazin, El neorrealismo.

## Recepción de la crítica

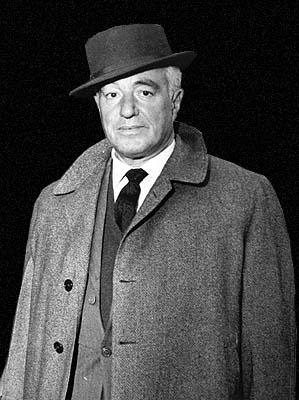
El director de la película Vittorio de Sica.

Cuando la película fue estrenada en Italia, fue vista con hostilidad ya que retrataba a los italianos de manera negativa. El crítico italiano Guido Aristarco la elogió, pero también se quejó de que "el sentimentalismo puede a veces tomar el lugar de la emoción artística". El director de cine neorrealista italiano, Luchino Visconti, criticó la película, diciendo que fue un error utilizar a un actor profesional para doblar sobre el diálogo de Lamberto Maggiorani. Luigi Bartolini, el autor de la novela de la que Sica sacó su título, fue muy crítico con la película, sintiendo que el espíritu de su libro había sido completamente traicionado, ya que su protagonista era un intelectual de clase media y su tema era la ruptura del orden civil frente al comunismo anárquico.
Ladrones de bicicletas ha recibido la aclamación de los críticos desde su lanzamiento, con el agregador de reseñas de películas Rotten Tomatoes que informa el 98% de las críticas positivas entre 54 , con un promedio de 9.1 de 10. La imagen también está en la Lista de mejores películas del Vaticano para retratar los valores humanísticos.
Bosley Crowther , crítico de cine de The New York Times , elogió la película y su mensaje en su crítica. Escribió: "Una vez más, los italianos nos han enviado una película brillante y devastadora en el lamentable drama de Vittorio De Sica sobre la vida urbana moderna. Anunciado fervientemente por quienes lo habían visto en el extranjero (donde ya ha ganado varios premios en varios festivales de cine), esta desgarradora imagen de frustración, que llegó ayer [al World Theatre], va a cumplir con todos los pronósticos de su absoluto triunfo aquí.  Una vez más, De Sica, que nos dio el aplastante Betún, esa demostración desesperadamente trágica de corrupción juvenil en la Roma de la posguerra, se ha asentado y ha plasmado con nitidez en términos simples y realistas un tema importante, de hecho, fundamental y universalmente dramático. Es el aislamiento y la soledad del pequeño hombre en este complejo mundo social que irónicamente está bendecido con instituciones para consolar y proteger a la humanidad ". Pierre Leprohon escribió en Cinéma D'Aujourd que" lo que no debe ignorarse en el nivel social es que el personaje no se muestra al comienzo de una crisis sino en su resultado. Basta con mirar su rostro, su paso inseguro, sus actitudes vacilantes o temerosas para comprender que Ricci ya es una víctima, un hombre disminuido que ha perdido su confianza. " Lotte Eisnerlo llamó la mejor película italiana desde la Segunda Guerra Mundial y Robert Winnington lo llamó "la  más exitosa  película extranjera en el cine británico". 
Cuando la película se relanzó a finales de la década de 1990, Bob Graham, crítico cinematográfico del San Francisco Chronicle , dio al drama una crítica positiva: "Los papeles son interpretados por no actores, Lamberto Maggiorani como el padre y Enzo Staiola como el muchacho solemne, que a veces parece ser un hombre en miniatura. Le dan una gran dignidad a la visión sin pestañear de De Sica de la Italia de posguerra. La rueda de la vida gira y hace rechinar a la gente, es imposible imaginar esta historia de otra forma que la de De Sica. La nueva impresión en blanco y negro tiene una extraordinaria gama de tonos grises que se vuelven más oscuros a medida que la vida se cierra ".

## Análisis de escenas
- En la escena del restaurante, donde hay una falsa alarma de ahogo del niño hace comprender al padre la insignificancia relativa de su desgracia creando una especie de respiro dramático naturalmente ficticio, ya que la realidad de esa felicidad depende, finalmente, de encontrar la bicicleta.
- En el desarrollo de la película hay una escena en la cual el protagonista acude a una asociación obrera católica de la que espera una ayuda que no recibe porque no se queja "sindicalmente" sino que va a encontrar a unos amigos que le ayuden a hallar su objeto robado. Resulta así que una reunión de proletarios sindicados se comporta de la misma manera que un grupo de burgueses paternalistas a la vista de un obrero desgraciado. La indiferencia del sindicato está justificada ya que los sindicatos trabajan para la justicia y no para la caridad; pero el paternalismo molesto de los opositores católicos es intolerable, ya que su caridad no se manifiesta ante esta tragedia individual.
- En otra de las escenas del filme se ve cómo un coro de seminaristas austríacos rodea al padre y al hijo. Es una de las secuencias más expresivas en cuanto a lo dicho anteriormente ya que sería difícil crear una situación más anticlerical.
- La escena en la que el padre de Bruno decide robar la bicicleta tiene una gran importancia en la película porque simboliza un momento clave en la evolución del niño. El personaje asiste a la transformación que sufre su padre, quien pasa de ser héroe a ser un ladrón.[10]

- Unas de las últimas escenas del filme representa el cambio de la relación padre-hijo: en esta escena se interpreta mal el gesto final del niño quien vuelve a dar la mano a su padre. La mano que desliza en la suya no es ni el signo de un perdón ni de un consuelo infantil, sino un gesto grave que pone en un plano de igualdad a ambos. El hombre hasta entonces era un dios para su hijo, su relación se producía bajo signo de admiración.

«Las lágrimas que derraman andando juntos, con los brazos caídos, son de desesperación ante el paraíso perdido. Pero el niño vuelve al padre a través de su fracaso; ahora le querrá como a un hombre, con su vergüenza.»
André Bazin, El neorrealismo

## Distinciones
22.ª edición de los Premios Óscar
| Categoría                          | Resultado |
| ---------------------------------- | --------- |
| Mejor película de habla no inglesa | Ganadora  |

Sexta edición de las Medallas del Círculo de Escritores Cinematográficos
| Categoría                 | Resultado |
| ------------------------- | --------- |
| Mejor película extranjera | Ganadora  |

| Publicación | País | Premio                                 | Año  | Puesto |
| ----------- | ---- | -------------------------------------- | ---- | ------ |
| Empire      | EUA  | Las mejores películas del cine mundial | 2012 | 4      |

Otros premios
- Globos de Oro : Mejor Película Extranjera, Italia; 1950.
- National Board of Review : Premio NBR, Mejor Director, Vittorio De Sica; Mejor película (cualquier idioma), Italia; 1949.
- Premios del Círculo de Críticos de Cine de Nueva York : Mejor película en lengua extranjera; 1949.[13]
- Premios BAFTA : Mejor Película de cualquier Fuente; 1950.
- Festival Internacional de Cine de Locarno , Suiza : Premio especial del jurado , Vittorio De Sica; 1949.

Adicionalmente, el Festival de Cine UC, realizado en Chile, incluyó la cinta en su selección oficial de 2018, como una retrospectiva de cine italiano.